# Futsal Club Leo
Il Leost'andk'oyin (in armeno Լեոսթանդքոյին?), noto prevalentemente come Futsal Club Leo, è una squadra armena di calcio a 5 con sede a Erevan.

## Storia
La società è stata fondata nel 2016 e iscritta direttamente alla massima divisione del campionato armeno di calcio a 5.

## Palmarès
- Campionato armeno: 3

2016-17, 2017-18, 2018-19